# Toivo Rautavaara

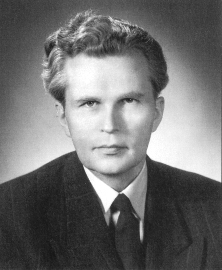
Toivo Rautavaara.

Toivo Fredrik Rautavaara, född 27 februari 1905 i Viborgs landskommun, död 4 mars 1987 i Helsingfors, var en finländsk agronom och ämbetsman. 
Rautavaara blev student 1921, agronomie- och forstkandidat 1945, agronomie- och forstlicentiat 1947 samt agronomie- och forstdoktor samma år. Han arbetade före andra världskriget inom bokhandels-, tidnings- och reklambranschen, var 1940–1951 anställd vid Huhtamäki-yhtymä Oy, förestod trädgårdsodlarförbundets forskningsbyrå 1952–1957 och var 1957–1971 inspektör för trädgårdsskötseln vid Lantbruksstyrelsen; chef för jordbruksstyrelsens trädgårdsbyrå 1971–1972. Han propagerade i ett flertal skrifter för tillvaratagandet av den finländska svampskörden och för ett vegetariskt levnadssätt. Han tilldelades professors titel 1966.